# Angelo Amato
Angelo Amato, S.D.B. (Molfetta, 8 de junho de 1938 – Roma, 31 de dezembro de 2024) foi um cardeal católico italiano, prefeito emérito da Congregação para a Causa dos Santos no Vaticano.

## Educação
Amato nasceu em Molfetta, região de Apúlia, no sul da Itália. Entrou para os Salesianos depois de completar o noviciado em uma escola secundária salesiana. Estudou filosofia e teologia.
Foi ordenado sacerdote em 22 de dezembro de 1967, tornando-se membro dos Salesianos de São João Bosco. Estudou na Pontifícia Universidade Salesiana, obtendo uma licenciatura em filosofia, com especialização em Cristologia. Em 1972 começou a lecionar no Salesiano como assistente. Em 1974, obteve seu doutorado na Pontifícia Universidade Gregoriana com uma dissertação sobre os pronunciamentos tridentinos sobre a necessidade da confissão sacramental nos cânones 6–9, Sessão XIV.
Nos anos de 1978 a 1979 foi membro do Patriarcado Ecumênico de Constantinopla em Tessalônica, Grécia, no mosteiro ortodoxo Moní Vlatádon, sede do renomado Instituto de estudos patrísticos. Em 1988 passou um ano sabático em Washington, DC, onde começou a estudar teologia das religiões.

## Vida acadêmica
Trabalhou como professor de dogmática na Pontifícia Universidade Salesiana, e durante doze anos (de 1981 a 1987 e depois de 1993 a 1997) foi decano da Faculdade de Teologia.
Foi consultor da Congregação para a Doutrina da Fé e do Pontifício Conselho para a Promoção da Unidade dos Cristãos, bem como da Congregação para os Bispos.
Suas publicações incluem: Trinità in contesto, Biblioteca di Scienze Religiose 110 (Roma: LAS, 1994); La Catechesi al traguardo. Studi sul Catechismo della Chiesa Cattolica , cura de Angelo Amato, Enrico dal Covolo e Achille M. Triacca, Biblioteca di Scienze Religiose 127 (Roma: LAS, 1997); Il vangelo del Padre (Bolonha: EDB, 1998); Jesus, o Signore. Saggio di cristologia , Corso di Teologia Sistematica 4 (Bolonha: EDB, 1999); Maria e a Trindade. Spiritualità mariana ed esistenza cristiana – Alma Mater (Roma: San Paolo Edizioni, 2000);  Il celibato di Gesù (Città del Vaticano: Libreria Editrice Vaticana, 2010); I santi della chiesa (Città del Vaticano: Libreria Editrice Vaticana, 2010).

## Secretário da Congregação para a Doutrina da Fé
Em 19 de dezembro de 2002, o Papa João Paulo II o nomeou Secretário da Congregação para a Doutrina da Fé e arcebispo titular de Sila. Foi consagrado bispo em 6 de janeiro de 2003 pelo Papa João Paulo II.
Além de seu papel como Secretário da CDF, Amato atuou como consultor dos Dicastério para a Promoção da Unidade dos Cristãos e o Dicastério para o Diálogo Inter-Religioso.
Em um discurso aos capelães em abril de 2007, ele denunciou o casamento entre pessoas do mesmo sexo e o aborto e criticou a cobertura da mídia italiana sobre eles. Ele disse que são males "que permanecem quase invisíveis" devido à apresentação deles pela mídia como uma "expressão do progresso humano".

### Tratamento dado pela Igreja a Galileu Galilei
Segundo Amato, uma carta de 1633 descoberta no arquivo do Vaticano provou que a Inquisição romana, a antecessora de sua Congregação, não havia perseguido Galileu Galilei por sustentar que a Terra gira em torno do Sol. A carta do Comissário do Santo Ofício a Francesco Barberini expressou a preocupação do Papa de que o julgamento do cientista acusado de heresia fosse concluído rapidamente, pois sua saúde era precária. O Arcebispo Amato disse que a carta provou que a atitude da igreja em relação ao grande astrônomo era benigna.

## Prefeito da Congregação para as Causas dos Santos

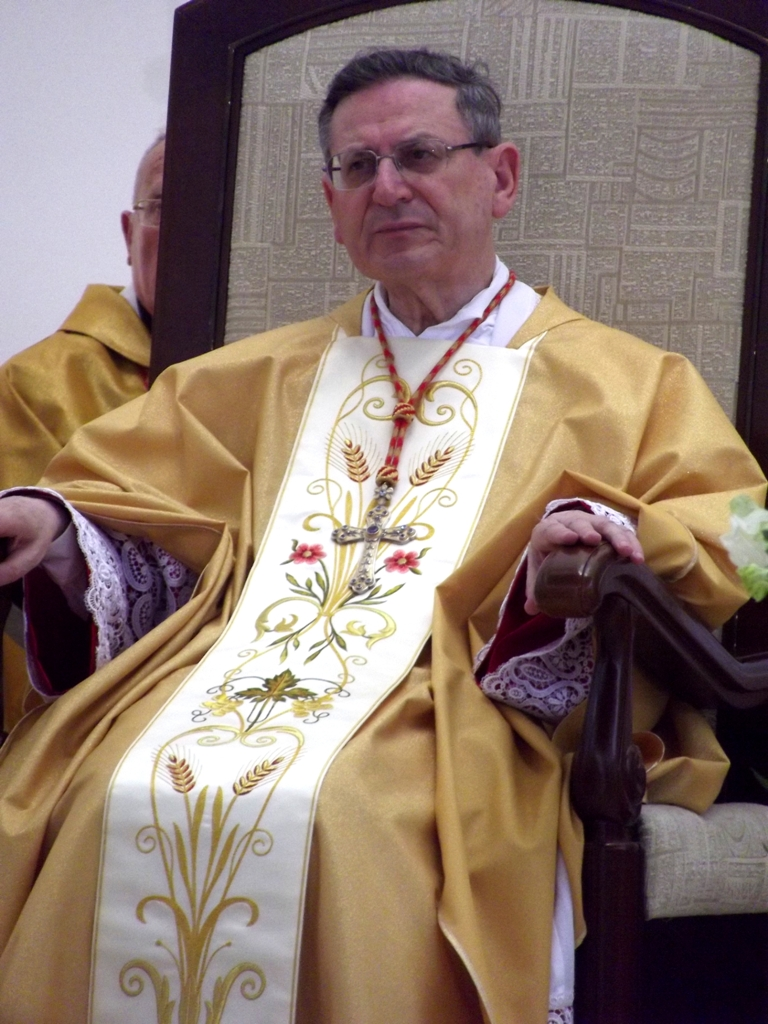
Angelo Amato no Santuário da Divina Misericórdia em Cracóvia, 9 de junho de 2013

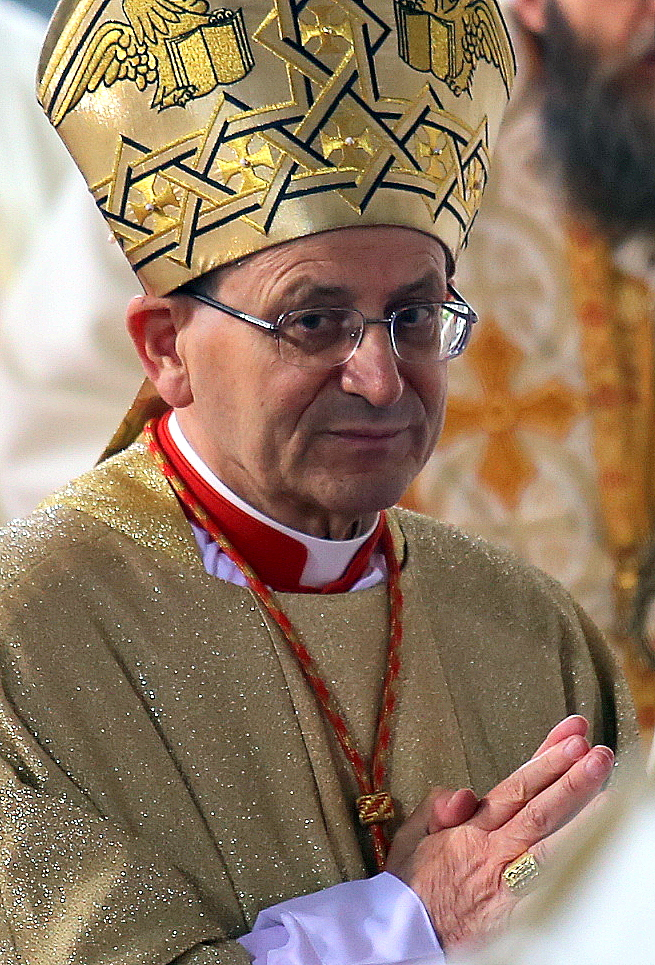
O Cardeal Amato durante a beatificação do salesiano István Sándor, na Basílica de Santo Estêvão em Budapeste, 19 de outubro de 2013

Após o conclave de 2005, Amato foi a primeira pessoa recebida em audiência privada pelo novo Papa Bento XVI, que até sua eleição havia sido Prefeito da Congregação da qual Amato continuou a ser Secretário até 9 de julho de 2008, quando o Papa Bento o nomeou Prefeito da Congregação para as Causas dos Santos. Assim, Amato supervisionou o processo que leva à canonização dos santos, que inclui a preparação de um caso, incluindo a aprovação de milagres certificados. O caso é apresentado ao papa, que decide se deve ou não prosseguir com a beatificação ou canonização.Amato é o segundo Secretário da CDF a liderar o dicastério das Causas dos Santos, sendo o primeiro Alberto Bovone.
Em 6 de julho de 2010, foi nomeado membro da Congregação para o Culto Divino e a Disciplina dos Sacramentos. Em 16 de outubro de 2010, foi nomeado pelo Papa Bento XVI como membro da Congregação para a Doutrina da Fé por um período renovável de cinco anos. Sendo residente em Roma, foi convidado a participar não apenas das reuniões plenárias desses departamentos, que em princípio são realizadas todos os anos, mas também das reuniões ordinárias.
Em 20 de outubro de 2010, foi anunciada a sua criação como cardeal pelo Papa Bento XVI, no Consistório de 20 de novembro, em que recebeu o barrete vermelho e o título de cardeal-diácono de Santa Maria em Aquiro.
Em 29 de dezembro de 2010, o Cardeal Amato foi nomeado membro do Pontifício Conselho para a Promoção da Unidade dos Cristãos.
Na sexta-feira, 14 de janeiro de 2011, o Papa Bento XVI assinou um decreto atribuindo um milagre à intercessão do Papa João Paulo II, abrindo caminho para sua beatificação em 1º de maio de 2011. Amato disse que a "dispensa papal do período de espera de cinco anos antes de abrir uma causa, e o segundo foi a colocação da causa em uma 'via rápida' que contornou a lista de espera. No entanto, não houve atalhos no que diz respeito ao rigor e à precisão do procedimento. O caso foi tratado como qualquer outro, seguindo todos os passos prescritos pela lei da Congregação para as Causas dos Santos. Pelo contrário, se me permitem falar mais sobre uma das minhas primeiras observações: precisamente para honrar a dignidade e a memória deste grande Papa, para evitar qualquer dúvida e superar quaisquer dificuldades, o caso foi submetido a um escrutínio particularmente cuidadoso."
Amato foi considerado papável para o conclave de 2013 que elegeu o Papa Francisco.
A sua substituição por Giovanni Angelo Becciu como Prefeito da Congregação para as Causas dos Santos a partir de 31 de agosto foi anunciada em 26 de maio de 2018.
Após dez anos na posição de cardeal diácono, exerceu a sua opção de assumir a posição de cardeal sacerdote, confirmada pelo Papa Francisco em 3 de maio de 2021.

## Morte
Morreu em Roma no dia 31 de dezembro de 2024, na idade de 86 anos. O funeral foi celebrado em 2 de janeiro de 2025 pelo cardeal Giovanni Battista Re, Decano do Colégio Cardinalício, no altar da Cátedra na Basílica de São Pedro, no Vaticano; ao final, o Papa Francisco presidiu o rito da ultima commendatio e da valedictio.

## Conclaves
- Conclave de 2013 - participou da eleição de Jorge Mario Bergoglio como Papa Francisco.